# ريكاردو لارا
ريكاردو لارا (بالإنجليزية: Ricardo Lara)‏ هو سياسي أمريكي، ولد في 5 نوفمبر 1974 في سيتي أوف كوميرسي في الولايات المتحدة. حزبياً، نشط في الحزب الديمقراطي. وقد انتخب عضو مجلس ولاية كاليفورنيا وانتخب عضو جمعية ولاية كاليفورنيا.

## وصلات خارجية
- الموقع الرسمي